# Adbusten

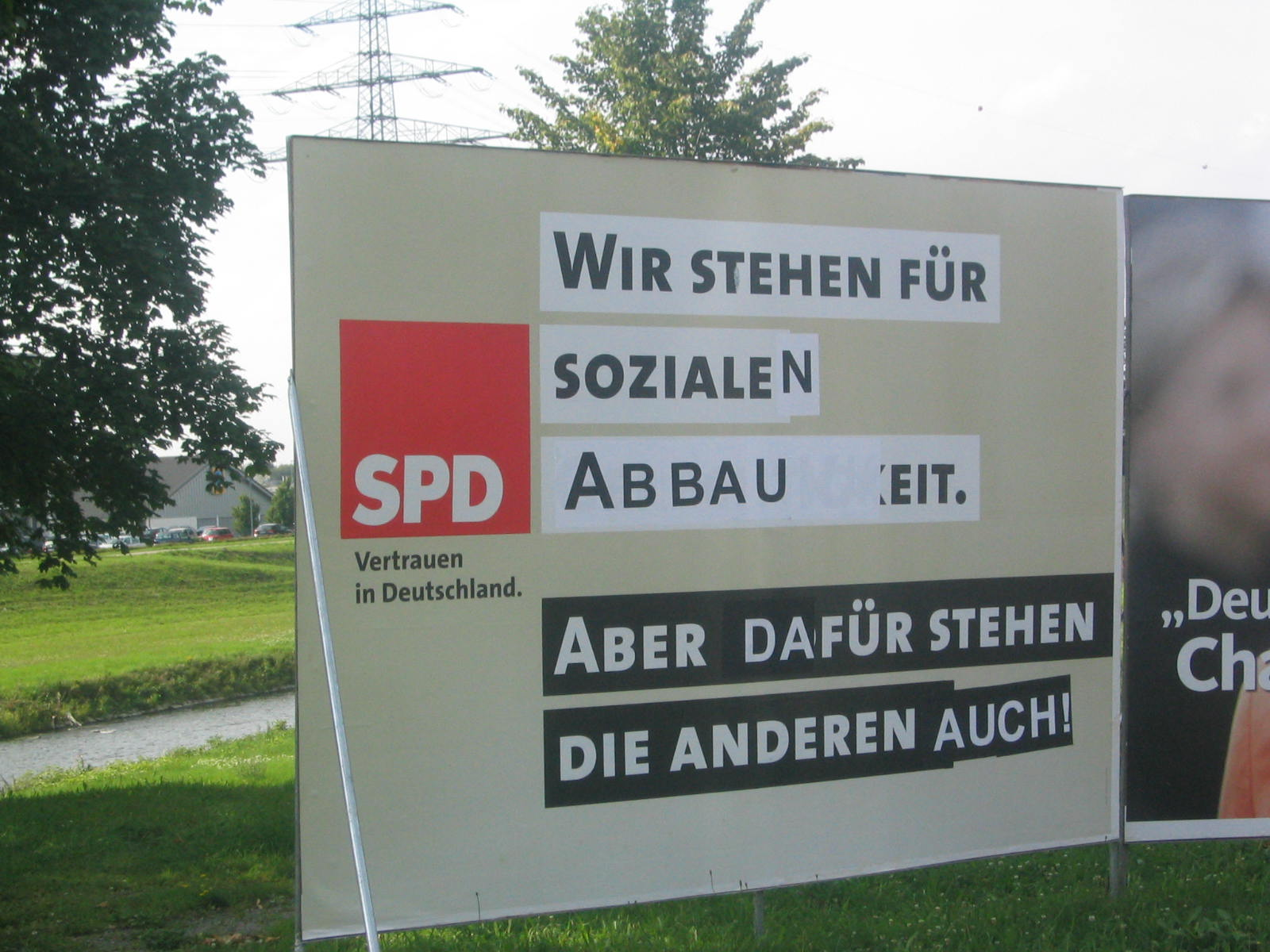
Een voorbeeld van adbusting in Duitsland, een bewerkte poster van de SPD

Adbusten is het veranderen van reclames en merklogo's waardoor een parodie op de originele adverteerder ontstaat. In de meeste gevallen wordt dit uit protest gedaan.
Een bekend boek over adbusten is 'Cultuurkrakers' van Kalle Lasn. Adbusters hebben ook een tijdschrift, genaamd Adbusters magazine.
Over het algemeen willen adbusters een maatschappij die minder gaat consumeren. Ze 'kraken' reclames om hun eigen mening door te geven. Kalle Lasn, zag het als een soort Kungfu-strategie. Ook onder andersglobalisten is het een populair fenomeen. Zo werd de bekende afbeelding van het Nike-logo verbasterd tot een logo in dezelfde stijl met de merknaam vervangen door het woord 'Riot'.
Ook de bekende directe actie in de Parijse metro waarbij activisten gewapend met spuitbussen grote reclamebillboards verminkten kan als adbusten worden gezien.